# Ursula von der Leyen
Ursula Gertrud von der Leyen (sinh ngày 8 tháng 10 năm 1958 tại Ixelles, Brussels) là một chính trị gia Đức thuộc đảng bảo thủ Liên minh Dân chủ Cơ đốc giáo Đức và Chủ tịch Ủy ban châu Âu được bầu vào Ủy ban châu Âu.
Từ ngày 30 tháng 11 năm 2009, bà làm việc với chức vụ Bộ trưởng Liên bang Lao động và Xã hội trong nội các thứ hai của Merkel. Trong nội các thứ nhất (2005–2009), bà là Bộ trưởng Liên bang về Gia đình, Cao niên, Phụ nữ và Thiếu niên. Vào ngày 15 tháng 12 năm 2013 bà được chỉ định làm bộ trưởng Liên bang Quốc phòng trong nội các của cựu thủ tướng Đức Angela Merkel, và là người phụ nữ đầu tiên trong lịch sử Đức giữ chức vụ này. Về nghề nghiệp bà từng là bác sĩ và có bảy người con.
Bà tuyên bố từ chức bộ trưởng quốc phòng vào ngày 15 tháng 7 năm 2019. Bà là bộ trưởng duy nhất đã phục vụ liên tục trong nội các của Angela Merkel kể từ khi bà nhậm chức. Trước đây bà từng được coi là ứng cử viên chính để kế nhiệm bà Merkel với tư cách là Thủ tướng và là người được yêu thích để trở thành Tổng thư ký của NATO.
Vào ngày 2 tháng 7 năm 2019, von der Leyen được Hội đồng Châu Âu đề xuất là ứng cử viên cho chức vụ Chủ tịch Ủy ban Châu Âu. Bà được bầu bởi Nghị viện châu Âu vào ngày 16 tháng 7, với tỷ lệ gần như là đa số.

## Tiểu sử
Ursula von der Leyen là con gái của Ernst Albrecht, một chính trị gia đảng CDU, cũng như là chủ tịch lâu năm của bang Niedersachsen. Bà sinh ra tại Ixelles ở Brussels, nơi cha bà làm việc cho Hội đồng liên minh Âu châu (tổng giám đốc từ năm 1969), và sống ở Bỉ cho tới khi bà được 13 tuổi. Vào năm 1971 gia đình bà chuyển về Lehrte, một thành phố tại vùng Hannover.

### Học vấn
Ursula von der Leyen bắt đầu học đại học vào năm 1977 với môn Kinh tế tại đại học Göttingen, Münster và London School of Economics. Tới năm 1980, bà đổi sang học Y khoa tại đại học Hannover, và tốt nghiệp 7 năm sau đó. Von der Leyen lấy bằng tiến sĩ Y khoa (Dr. med.) vào năm 1991. Từ năm 1992 cho tới 1996 bà theo chồng sang Mỹ, nơi ông ta dạy tại Stanford University. Sau khi cùng gia đình trở về Đức bà làm việc với Friedrich Wilhelm Schwartz trong ngành Dịch tễ học, Y khoa Xã hội và hệ thống Y tế tại Đại học Y khoa Hannover. Năm 2001 bà lấy bằng thạc sĩ về Y tế công cộng (MPH). Nhờ lớn lên ở Bỉ bà nói tiếng Đức và tiếng Pháp lưu loát như tiếng mẹ đẻ cũng như tiếng Anh.

## Đời sống cá nhân
Ursula von der Leyen kết hôn với Heiko von der Leyen, một giáo sư ngành Y khoa, thành viên dòng dõi quý tộc Von der Leyen. Cả hai có bảy người con, David (1987), Sophie (1989), Maria Donata (1992), cặp sinh đôi Victoria và Johanna (1994), Egmont (1998) và Gracia (1999).

## Biên soạn
- Ursula von der Leyen, C-reaktives Protein als diagnostischer Parameter zur Erfassung eines Amnioninfektionssyndroms bei vorzeitigem Blasensprung und therapeutischem Entspannungsbad in der Geburtsvorbereitung, doctoral dissertation, Hanover Medical School, 1990[12]
- Ursula von der Leyen, Maria von Welser, Wir müssen unser Land für die Frauen verändern. Bertelsmann, Munich, 2007, ISBN 978-3-570-00959-8
- Ursula von der Leyen, Liz Mohn, Familie gewinnt. Bertelsmann Foundation, 2007, ISBN 978-3-89204-927-2